# John Lewis (filozof)
John Lewis (ur. 6 lutego 1889, zm. 12 lutego 1976) – brytyjski pastor unitariański, filozof marksistowski i autor wielu prac z dziedziny filozofii, antropologii i religii.

## Życiorys
Ukończył Dulwich College i University College w Londynie, gdzie otrzymał tytuł licencjata. Wychowany na metodystę, wkrótce opuścił kościół, by stać się kongregacjonalistą. Kontynuował studia w Cambridge by zostać pastorem i w 1916 r. został powołany do kościoła prezbiteriańskiego w Gravesend. W 1924 r. przeniósł się do kościoła w Birmingham. Uzyskał stopień doktora z filozofii na uniwersytecie w Birmingham na podstawie pracy o filozofii Karola Marksa. W tym czasie zaczął się także określać mianem marksisty.
W okresie I wojny światowej (od 1916 r.) prowadził działalność antywojenną. Rewolucja październikowa wywarła na nim ogromne wrażenie, tak że postanowił nauczyć się języka rosyjskiego. Pod jej wpływem został chrześcijańskim socjalistą, by później stać się marksistą.
W latach 1946–1953 był także redaktorem naczelnym brytyjskiego pisma marksistowskiego, The Modern Quarterly. Był bardzo zainteresowany wchodzeniem w polemiki. Jest autorem wielu książek i artykułów utrzymanych w polemicznym tonie poświęconych filozofii, sprawom społecznym i marksizmowi (najbardziej znaną dyskusję Lewis przeprowadził z Louisem Althusserem).

## Prace

### Dzieła Lewisa
- The Old Testament in the 20th Century;
- A Faith to Live By;
- Christianity and the Social Revolution (red.);
- Textbook of Marxist Philosophy (red.);
- Douglas Fallacies: A Critique of Social Credit;
- The Philosophy of the Soviet State;
- An Introduction to Philosophy;
- The Case Against Pacifism;
- Marxism and Modern Idealism;
- The Basis of Soviet Philosophy;
- Marxism and the Open Mind;
- Religions of the World;
- Science, Faith, and Scepticism;
- Anthropology;
- Socialism and the Individual;
- A History of Philosophy;
- Man and Evolution;
- The Life and Teaching of Karl Marx;
- Bertrand Russell: Philosopher and Humanist;
- Naked Ape or Homo sapiens?;
- The Left Book Club: An Historical Record;
- The Marxism of Marx;
- Marxism and the Irrationalists;
- The Uniqueness of Man;
- Max Weber and Value Free Sociology: A Marxist Critique.

### W języku polskim
- Nauka, wiara i sceptycyzm, tłum. Władysław Krajewski, Państwowe Wydawnictwo Naukowe, Warszawa 1961.

### Ważniejsze opracowania
- Edwin A. Roberts, The Anglo-Marxists: A Study in Ideology and Culture, New York 1997 (Rozdział poświęcony Lewisowi)